# Johnson & Johnson Vision Care
Johnson & Johnson Vision Care ist ein US-amerikanischer Hersteller von weichen Kontaktlinsen (Austausch- und Ein-Tages-Kontaktlinsen). Als Geschäftsbereich der Johnson & Johnson Medical GmbH gehört das Unternehmen zu Johnson & Johnson. Mit der Einführung der ersten Austausch-Kontaktlinse im Jahr 1988 hat sich Johnson & Johnson Vision Care in der Healthcare-Branche etabliert.
Weltweit beschäftigt der Kontaktlinsenhersteller etwa 3.700 Mitarbeiter und verkauft Kontaktlinsen in  80 Ländern. Die Produktionsstandorte befinden sich in Limerick (Irland) und am Hauptsitz in Jacksonville (Florida), USA. Der europäische Hauptsitz befindet sich in London (England), europaweit gibt es insgesamt 19 Firmensitze. Die Geschäfte für Deutschland werden im schleswig-holsteinischen Norderstedt geführt.

## Geschichte
Johnson & Johnson Vision Care ging aus dem Unternehmen Frontier Contact Lenses hervor, das 1959 gegründet wurde. Die Übernahme durch Johnson & Johnson erfolgte im Jahr 1981, nachdem Frontier in den späten 1970ern weiche Kontaktlinsen in seine Produktion aufgenommen hatte. Bis 2001 hieß das Unternehmen Vistakon, dann erfolgte die Umbenennung in Johnson & Johnson Vision Care.

## Produktentwicklungen
1988 brachte Johnson & Johnson Vision Care (damals noch unter dem Namen Vistakon) die weltweit erste Austausch-Kontaktlinse auf den Markt. Das Unternehmen führte 1995 die weltweit erste Ein-Tages-Kontaktlinse und 2009 die erste Silikon-Hydrogel-Tages-Kontaktlinse ein und wurde für beide mit dem SILMO d’Or ausgezeichnet. Diese internationale Auszeichnung wird jährlich für Innovationen auf verschiedenen Gebieten der Augenoptik vergeben. Seitdem entwickelte Johnson & Johnson Vision Care verschiedene Herstellungsverfahren (z. B. das patentierte Stabilized Soft Moulding-Verfahren für die Produktion weicher Austausch-Kontaktlinsen) sowie Technologien (u. a. Hydraclear und Lacreon). Die Acuvue-Produktfamilie umfasst heute sphärische, torische und multifokale Kontaktlinsen.

## Weiterbildung
Mit dem Ziel Augenoptiker und -ärzte zu Themen wie z. B. Augengesundheit und Patientenkommunikation weiterzubilden, gründete Johnson & Johnson Vision Care 2004 das erste The Vision Care Institute (TVCI) am Firmenhauptsitz in den USA. Inzwischen gibt es weltweit 15 solcher Institute, die  Weiterbildungsseminare anbieten. In Europa wurde 2006 das The Vision Care Institute in Prag eröffnet, das seitdem ca. 2.000 Teilnehmer für Weiterbildungsseminare besucht haben. Insgesamt haben 70.000 Personen weltweit an den Fortbildungsmaßnahmen teilgenommen (Stand: 2012).